# Cosmic Voyage
Cosmic Voyage es un pequeño documental producido en formato IMAX, dirigido por Bayley Silleck, producido por Jeffrey Marvin, y narrado por Morgan Freeman. La película fue presentada por el Smithsonian Institution's National Air and Space Museum, y proyectada en los cines IMAX de todo el mundo. La película ha sido puesta a disposición del público con su lanzamiento en DVD.

## Premios
"Cosmic Voyage" fue nominada a un premio Oscar en 1997 en la categoría de Mejor documental corto.